# Spořitelna (Chlumec nad Cidlinou)
Budova spořitelny v Chlumci nad Cidlinou je příkladem plasticky formované moderní architektury. Objekt je umístěn v Kozelkově ulici naproti škole a Vlachově vile a sousedí s budovou sokolovny.

## Historie
Projekt spořitelny vypracoval architekt Oldřich Liska z Hradce Králové v roce 1926 a ve svém návrhu spojil neoklasicistní prvky s moderním purismem. Stavba započala 10. listopadu 1926 a dokončena byla 13. dubna 1928. Stavbu realizoval stavitel Viktor Kříž z Pardubic.

## Architektura
Budova je osově symetrická a směrem ke středu výškově stoupá. Hlavní průčelí se vyznačuje přísně pravoúhlými formami, zatímco zadní průčelí vybíhá do půlkruhu.
Hlavní vchod do budovy je zdůrazněn osmistupňovým schodištěm a nápadným portikem, kterým se vstupuje do půlkruhové dvorany určené k vyřizování žádostí klientů. Stupňovité první patro je pak zdůrazněno lodžií a členitou korunní římsou. Budova je zakončena světlíkem se třemi malými okny a mírně skloněnou stanovou střechou.

## Současnost
V roce 2020 v budově sídlí pobočka České spořitelny a objekt tak stále slouží svému původnímu účelu.